# العولمة القديمة
العولمة القديمة هي مرحلة من تاريخ العولمة، تشير -على نحو تقليدي- إلى الأحداث والتطورات التي أخذت في العولمة منذ عصر الحضارات الأولى حتى القرن السادس عشر تقريبًا (تُعرف الفترة اللاحقة باسم العولمة الحديثة المبكرة أو بروتو العولمة). يُستخدم مصطلح العولمة القديمة لوصف العلاقات بين المجتمعات والدول، ولوصف الكيفية التي نشأت بها تلك العلاقات نتيجة للانتشار الجغرافي للأفكار والأعراف الاجتماعية على المستويين المحلي والإقليمي.
بدأت الدول القريبة من بعضها في التفاعل والتجارة فيما بينها باعتبار هذا وسيلة للحصول على السلع الكمالية المطلوبة. أدت هذه التجارة إلى انتشار أفكار مثل الدين والبنى الاقتصادية والأفكار السياسية. أصبح التجار على علاقة بالآخرين وعلى دراية بهم، بأساليب وطرق غير واضحة. تمكن مقارنة العولمة القديمة بالعولمة الحالية على نطاق أصغر بكثير. لم تسمح التجارة فقط بانتشار السلع الكمالية والسلع الأساسية إلى مناطق أخرى، بل سمحت أيضًا للناس بتجربة ثقافات أخرى. كانت المدن المشاركة في التجارة مرتبطة فيما بينها بممرات بحرية وأنهار وطرق تجارية برية كبيرة، وكان بعضها قيد الاستخدم منذ القدم. قُسمت التجارة حسب الموقع الجغرافي، فكانت المراكز بين الأماكن القريبة والمجاورة نقاط «تفريغ وتوزيع للحمولة» ونقاط تبادل للبضائع المتجهة إلى أسواق أبعد. وخلال هذه الحقب الزمنية، كانت الأنظمة الفرعية أكثر اكتفاء ذاتيًا مما هي عليه اليوم، لذا كانت -على نحو حيوي- أقل اعتمادًا على بعضها فيما يخص دوام حاجاتها اليومية. وعلى الرغم من أن التجارة لمسافات بعيدة كانت مصحوبة بالعديد من المحن والصعوبات، فإن قدرًا كبيرًا منها استمر أثناء هذه الفترة المبكرة. وقد تضمن ربط التجارة ببعضها ثمانية أنظمة فرعية مترابطة، جُمِّعت في ثلاث دوائر كبيرة، شملت دوائر كل من أوروبا الغربية، والشرق الأوسط، والشرق الأقصى. كان هذا التفاعل أثناء التجارة طريقة مبكرة للحضارة للاتصال ونشر العديد من الأفكار التي أدت إلى ظهور العولمة الحديثة وسمحت بإضفاء جانب جديد على المجتمع المعاصر.

## تعريف العولمة
العولمة هي عملية زيادة الترابط بين المناطق والأفراد. تشمل الخطوات نحو العولمة العلاقات الاقتصادية والسياسية والتكنولوجية والاجتماعية والثقافية حول العالم. يمكن وصف مصطلح «قديم» على أنه النماذج والمهام المبكرة التي كانت واضحة في الماضي، ولكنها تفككت واختفت بمرور الزمن.
توجد ثلاثة شروط أساسية لتفسير حدوث العولمة. يتلخص الشرط الأول في فكرة الأصول الشرقية، التي تُظهِر كيف عمل العالم الغربي على اقتباس المبادئ المستفادة من الشرق وتطويعها وتنفيذها. فلولا انتشار الأفكار التقليدية من الشرق، ما كانت العولمة الغربية لتظهر بالطريقة التي ظهرت بها. يتلخص الشرط الثاني في المسافة. فلم تكن التفاعلات بين الدول تتم على نطاق عالمي، بل انحصرت في أغلب الأحيان في آسيا وشمال أفريقيا والشرق الأوسط وأجزاء معينة من أوروبا. في ظل العولمة المبكرة، كان من الصعب على الدول أن تتفاعل مع دول أخرى ليست على مقربة منها. مؤخرًا، أتاح التقدم التكنولوجي للدول معرفة ما يجري في الدول الأخرى، لذا يمكن أن تحدث مرحلة أخرى من العولمة. أما الخيار الثالث فيتعلق بالتكافل والاعتماد المتبادل، والاستقرار، والملاءمة. إذا لم تكن الدولة معتمدة على دولة أخرى، فلا سبيل لتأثر أي من الدولتين بالأخرى. وهذه إحدى القوى الدافعة وراء العلاقات والتجارة العالمية، ولولا هذين الأمرين لما ظهرت العولمة بالطريقة التي ظهرت بها، ولظلت الدول تعتمد في عملها على إنتاجها وعلى مواردها الخاصة. هذه إحدى الجدالات المتعلقة بفكرة العولمة المبكرة. ويقال إن العولمة القديمة لم تعمل بطريقة مماثلة للعولمة الحديثة؛ لأن الدول لم تكن مترابطة مع بعضها كما هي اليوم.